# 인물현대사
《인물현대사》는 2003년 6월 27일부터 2005년 4월 15일까지 방송되었던 현대사 프로그램이다.

## 기획 의도
일반에게 알려지지 못한 우리의 현대사를 동 시대에 살았던 한 인간의 삶이라는 통해 조명해보고자 하는 현대사 프로그램이다.

## 프로그램 소개
- 인간 : 모든 개인은 자신이 속한 나라의 역사에 의해 규정되고 그 역사의 영향력 속에서 살아가는 존재들입니다. 그러나 뒤집어보면 모든 역사는 그 시대의 인간이 만들어낸 소산이기도 합니다. 인간은 역사의 소산이면서 동시에 역사를 만들어가는 주체인 것입니다.
- 현대사 : 현대사는 교과서에서도 소외되어왔던 부분입니다. 많은 부분이 알려지지 않았거나 왜곡되어왔던 것이 사실입니다. 그러나 현재와 가장 가까운 과거의 역사를 이해하는 것이야말로 현재와 가장 가까운 미래를 만들어가는데 반드시 필요한 동력이 될 것입니다.

## 방송 내용
| 회차 | 날짜             | 방송 인물              | 부제                                          |
| ---- | ---------------- | ---------------------- | --------------------------------------------- |
| 1    | 2003년 6월 27일  | 배은심                 | 이한열의 어머니라는 이름으로                  |
| 2    | 2003년 7월 4일   | 전태일                 | 꺼지지 않는 불꽃                              |
| 3    | 2003년 7월 11일  | 윤상원                 | 산자여 따르라                                 |
| 4    | 2003년 7월 18일  | 안종필                 | 꺾일지언정 굽히지 않는다.                     |
| 5    | 2003년 7월 25일  | 조영래                 | 진실은 감옥에 가둘 수 없다.                   |
| 6    | 2003년 8월 1일   | 윤이상                 | 경계를 넘어서                                 |
| 7    | 2003년 8월 8일   | 김남주                 | 노래하는 전사                                 |
| 8    | 2003년 8월 15일  | 임수경                 | 분단의 벽을 넘어                              |
| 9    | 2003년 8월 22일  | 임종국                 | 배반의 역사를 고발하다.                       |
| 10   | 2003년 8월 29일  | 김현옥                 | 불도저시장 '신기루'를 세우다.                 |
| 11   | 2003년 9월 5일   | 제정구                 | 빈민 속으로                                   |
| 12   | 2003년 9월 19일  | 하길종                 | 영화는 없다.                                  |
| 13   | 2003년 9월 26일  | 장일순                 | 문열고 아래로 흐르다.                         |
| 14   | 2003년 10월 3일  | 유일한                 | 부자(富者)의 길                               |
| 15   | 2003년 10월 10일 | 김지하                 | 타는 목마름으로                               |
| 16   | 2003년 10월 17일 | 신중현                 | 록의 이름으로                                 |
| 17   | 2003년 10월 31일 | 차지철                 | 각하가 곧 국가다.                             |
| 18   | 2003년 11월 7일  | 학살유족 7인의 할머니  | 침묵으로 살다.                                |
| 19   | 2003년 11월 14일 | 역도산                 | 영웅이 된 이방인                              |
| 20   | 2003년 11월 21일 | 최능진                 | 민족이 최선이다.                              |
| 21   | 2003년 11월 28일 | 송건호                 | 역사 앞에 거짓된 글을 쓸 수 없다.             |
| 22   | 2003년 12월 5일  | 장기려                 | 사랑은 기적을 이룬다.                         |
| 23   | 2003년 12월 12일 | 이태영                 | 法으로 恨을 풀다.                             |
| 24   | 2003년 12월 19일 | 박정만                 | 누가 시인을 죽였는가                          |
| 25   | 2003년 12월 26일 | 에스더 레어드          | 전쟁의 폐허에 빛을 밝히다.                    |
| 26   | 2004년 1월 9일   | 장준하                 | 민족주의자의 길'                              |
| 27   | 2004년 1월 16일  | 장준하                 | '거사와 죽음의 진실'                          |
| 28   | 2004년 1월 23일  | 김덕수                 | 한국혼을 깨우다.                              |
| 29   | 2004년 1월 30일  | 김창숙                 | 마지막 선비                                   |
| 30   | 2004년 2월 6일   | 지강헌 사건            | 유전무죄 무전유죄 탈주범                      |
| 31   | 2004년 2월 13일  | 조봉암                 | 진보,사형당하다.                              |
| 32   | 2004년 2월 27일  | 우장춘                 | 씨앗의 독립                                   |
| 33   | 2004년 3월 19일  | 예춘호                 | 재야의 골짜기로 남다.                         |
| 34   | 2004년 3월 26일  | 문정현                 | 흐르는 물은 바위를 뚫는다.                    |
| 35   | 2004년 4월 2일   | 고문기술자 이근안      | 국가에 충성한 죄?                             |
| 36   | 2004년 4월 23일  | Y공작조                | 조국의 이름으로                               |
| 37   | 2004년 4월 30일  | 황인철                 | "무죄다"라는 말 한마디                        |
| 38   | 2004년 5월 7일   | 박현채                 | 민중을 위한 경제                              |
| 39   | 2004년 5월 14일  | 박효선                 | 영원한 오월광대                               |
| 40   | 2004년 5월 21일  | 이소선                 | 어머니의 힘                                   |
| 41   | 2004년 5월 28일  | 박경식                 | 조선인의 강제연행을 고발하다.                 |
| 42   | 2004년 6월 4일   | 리영희                 | 새는 좌우의 날개로 난다.                      |
| 43   | 2004년 6월 11일  | 박종철                 | 탁치니 억하고 죽다.                           |
| 44   | 2004년 6월 18일  | 박종철                 | 한 방울 물이 바다에 이를 때까지               |
| 45   | 2004년 6월 25일  | 조창호                 | 살아 돌아온 亡者                              |
| 46   | 2004년 7월 2일   | 신동엽                 | 누가 하늘을 보았다 하는가                     |
| 47   | 2004년 7월 9일   | 이구영                 | 찬 겨울 매화향기에 마음을 씻고                |
| 48   | 2004년 7월 16일  | 장영자                 | 지하경제의 '큰손                              |
| 49   | 2004년 8월 6일   | 김재준                 | 지상에 천국을 꿈꾸다.                         |
| 50   | 2004년 9월 10일  | 문익환                 | 더 큰 하나를 위하여                           |
| 51   | 2004년 9월 17일  | 이종학                 | 역사와 영토를 빼앗길 수 없다.                 |
| 52   | 2004년 9월 24일  | 암살범 안두희          | 반공, 정치사찰의 1인자                        |
| 53   | 2004년 10월 8일  | 납북 어부 이재근       | 내 조국은 어디인가                            |
| 54   | 2004년 10월 15일 | 계훈제                 | 어느 저항인의 긴 하루                         |
| 55   | 2004년 10월 22일 | 오윤                   | 동네사람, 세상사람 오윤의 칼노래              |
| 56   | 2004년 10월 29일 | 안재구                 | 분단의 자화상                                 |
| 57   | 2004년 11월 5일  | 김승훈                 | 정의가 강물처럼                               |
| 58   | 2004년 11월 12일 | 김상덕                 | 미완의 역사, 친일청산                         |
| 59   | 2004년 11월 19일 | 김민기                 | 노래에 시대를 담다.                           |
| 60   | 2004년 11월 26일 | 사북 광부 이원갑       | 우리는 폭도가 아니었다.                       |
| 61   | 2004년 12월 3일  | 김창룡                 | 누가 권력의 심장을 쏘았나                     |
| 62   | 2004년 12월 10일 | 이응노                 | 예술은 시대를 넘어                            |
| 63   | 2004년 12월 17일 | 김순남                 | 민족의 혼을 노래하다.                         |
| 64   | 2004년 12월 24일 | 허병섭                 | 한 알의 밀알이 땅에 떨어져                    |
| 65   | 2005년 1월 7일   | 여운형                 | 좌우를 넘어 민족을 하나로                     |
| 66   | 2005년 1월 14일  | 조소앙                 | 좌우를 넘어 민족을 하나로                     |
| 67   | 2005년 1월 21일  | 김규식                 | 좌우를 넘어 민족을 하나로                     |
| 68   | 2005년 1월 28일  | 이문구                 | 이데올로기'로부터의 해방                      |
| 69   | 2005년 2월 4일   | YH사건 김경숙          | 여공, 유신을 몰아내다.                        |
| 70   | 2005년 2월 11일  | 김수임                 | 한국판 마타 하리, 신화인가 진실인가           |
| 71   | 2005년 2월 18일  | 김수근                 | 인간을 위한 공간창조                          |
| 72   | 2005년 2월 25일  | 김원봉                 | 조국의 이름으로 응징하라                      |
| 73   | 2005년 3월 4일   | 일본군 위안부들의 증언 | 역사가 기억하게 하라                          |
| 74   | 2005년 3월 11일  | 정지용                 | 시대에 갇힌 천재시인                          |
| 75   | 2005년 3월 18일  | 정구영                 | 법과 정의의 정치                              |
| 76   | 2005년 3월 25일  | 이상백                 | 60년 전, 올림픽을 꿈꾸다.                     |
| 77   | 2005년 4월 1일   | 이수병                 | 내가 죽는 이유는 민족민주운동을 한 것 뿐이다. |
| 78   | 2005년 4월 8일   | 독도의용수비대         | 독도수호! 그것은 또 다른 전쟁이었다.          |
| 79   | 2005년 4월 15일  | 함석헌                 | 씨알의 소리                                   |